# HD 112409
HD 112409，又名CD-50 7394，SAO 240407、HR 4913，是一颗恒星，视星等为5.16，位于銀經303.83，銀緯11.66，其B1900.0坐标为赤經12h 51m 18.7s，赤緯-50° 11.66′ 25″。